# 白村江の戦い
白村江の戦い（はくすきのえのたたかい、はくそんこうのたたかい）は、天智2年8月（663年10月）に朝鮮半島の白村江（現在の錦江河口付近）で行われた百済復興を目指す日本・百済遺民の連合軍と唐・新羅連合軍との間の戦争のことである。

## 名称
日本では白村江は、慣行的に「はくすきのえ」と読まれる。白村を「はくすき」と読ませるのは卜部兼方の『釈日本紀』（鎌倉時代）によるもの。20巻の「秘訓五」にて「白村」を「ハクスキ」とフリガナをし、注釈で「私記曰。白字音読。村読須支。」（『日本書紀私記』曰く。「白」の字は音読みし、「村」の字は「須支（すき）」と読む。）とある。少なくとも奈良・平安時代から「はくすきのえ」と読まれていた。
錦江（当時は白江と呼んだ）が黄海に流れ込む海辺を「白村江」と呼んだ。つまり、白村江という地名は、川の名前ではなかった。「江（え）」は「入り江」の「え」と同じ倭語で海辺のこと、また「はくすき」の「き」は倭語「城（き）」で城や柵を指す。白江の河口には白村という名の「城・柵（き）」があった。ただし、大槻文彦の『大言海』では「村主：スクリ（帰化人の郷長）」の「村」を百済語として「スキ」としている。
漢語では白江之口と書く（『旧唐書』）。

## 背景

### 朝鮮半島と中国大陸の情勢
6世紀から7世紀の朝鮮半島では高句麗・百済・新羅の三国が鼎立していたが、新羅は二国に圧迫される存在であった。
475年には百済は高句麗の攻撃を受けて、首都が陥落した。その後、熊津への遷都によって復興し、538年には泗沘へ遷都した。当時の百済は倭国と関係が深く（倭国朝廷から派遣された重臣が駐在していた）、また高句麗との戦いに於いて度々倭国から援軍を送られている。
一方、581年に建国された隋は、中国大陸を統一し文帝・煬帝の治世に4度の大規模な高句麗遠征（隋の高句麗遠征）を行ったもののいずれも失敗した。その後隋は国内の反乱で618年には煬帝が殺害されて滅んだ。そして新たに建国された唐は、628年に国内を統一した。唐は二代太宗・高宗の時に高句麗へ3度（644年・661年・667年）に渡って侵攻を重ね（唐の高句麗出兵）征服することになる。

### 唐による新羅冊封
新羅は、627年に百済から攻められた際に唐に援助を求めたが、この時は唐が内戦の最中で成り立たなかった。しかし、高句麗と百済が唐と敵対したことで、唐は新羅を冊封国として支援する情勢となった。また、善徳女王（632年〜647年）のもとで実力者となった金春秋（後の太宗武烈王）は、積極的に唐化政策を採用するようになり、654年に武烈王（〜661年）として即位すると、たびたび朝見して唐への忠誠心を示した。648年頃から唐による百済侵攻が画策されていた。649年、新羅は金春秋に代わって金多遂を倭国へ派遣している。

### 百済の情勢
百済は642年から新羅侵攻を繰り返した。654年に大干ばつによる飢饉が半島を襲った際、百済義慈王は飢饉対策をとらず、655年2月に皇太子の扶余隆のために宮殿を修理するなど退廃していた。656年3月には義慈王が酒色に耽るのを諌めた佐平の成忠（浄忠）が投獄され獄死した。日本書紀でもこのような百済の退廃について「この禍を招けり」と記している。657年4月にも干ばつが発生し、草木はほぼなくなったと伝わる。このような百済の情勢について唐は既に643年9月には「海の険を負い、兵械を修さず。男女分離し相い宴聚（えんしゅう）するを好む」（『冊府元亀』）として、防衛の不備、人心の不統一や乱れの情報を入手していた。
659年4月、唐は秘密裏に出撃準備を整え、また同年「国家来年必ず海東の政あらん。汝ら倭客東に帰ることを得ず」として倭国が送った遣唐使を洛陽にとどめ、百済への出兵計画が伝わらないように工作した。

### 倭国の情勢
この朝鮮半島の動きは倭国にも伝わり、警戒感が高まった。大化改新期の外交政策については諸説あるが、唐が倭国からは離れた高句麗ではなく伝統的な友好国である百済を海路から攻撃する可能性が出て来たことにより、倭国の外交政策はともに伝統的な友好関係にあった中国王朝（唐）と百済との間で二者択一を迫られることになる。この時期の外交政策については、「一貫した親百済路線説」「孝徳天皇＝親百済派、中大兄皇子＝親唐・新羅派」「孝徳天皇＝親唐・新羅派、中大兄皇子＝親百済派」など、歴史学者でも意見が分かれている。
新羅征討進言
白雉2年（651年）に左大臣巨勢徳陀子が、倭国の実力者になっていた中大兄皇子（後の天智天皇）に新羅征討を進言したが、採用されなかった。
遣唐使
白雉4年（653年）・白雉5年（654年）と2年連続で遣唐使が派遣されたのも、この情勢に対応しようとしたものと考えられている。
蝦夷・粛慎討伐
斉明天皇の時代になると北方征伐が計画され、越国守阿倍比羅夫は658年（斉明天皇4年）4月、659年3月に蝦夷を、660年3月には粛慎の討伐を行った。

## 百済の役
660年、百済が唐軍（新羅も従軍）に敗れ、滅亡する。その後、鬼室福信らによって百済復興運動が展開し、救援を求められた倭国が663年に参戦し、白村江の戦いで敗戦する。この間の戦役を百済の役（くだらのえき）という。

### 百済滅亡
660年3月、新羅からの救援要請を受けて唐は軍を起こし、蘇定方を神丘道行軍大総管に任命し、劉伯英将軍に水陸13万の軍を率いさせ、新羅にも従軍を命じた。唐軍は水上から、新羅は陸上から攻撃する水陸二方面作戦によって進軍した。百済に攻め入っていた。
百済王を諌めて獄死した佐平の成忠は唐軍の侵攻を予見し、陸では炭峴（現大田広域市西の峠）、海では白江の防衛を進言していたが、王はこれを顧みなかった。また古馬弥知（こまみち）県に流されていた佐平の興首（こうしゅ）も同様の作戦を進言していたが、王や官僚はこれを流罪にされた恨みで誤った作戦を進言したとして、唐軍が炭峴と白江を通過したのちに迎撃すべきと進言した。百済の作戦が定まらぬうちに、唐軍はすでに炭峴と白江を超えて侵入していた。
黄山の戦い
百済の大本営は機能していなかったが、百済の将軍たちは奮闘し、将軍階伯らが待ち伏せていた。新羅側は太子金法敏（後の文武王）・金欽純（きん きんじゅん）将軍・金品日（きん ひんじつ）将軍らが黄山を突破しようとしたが、百済軍に阻まれた。7月9日の激戦黄山の戦いで階伯ら百済軍は新羅軍を阻み四戦を勝ったが、敵の圧倒的な兵力を前に戦死した。この黄山の戦いで新羅軍も多大な損害を受け、唐との合流の約束期日であった7月10日に遅れた。唐の蘇定方はこれを咎め新羅の金文穎を斬ろうとしたが、金は黄山の戦いを見ずに咎を受けるのであれば唐と戦うと言い放ち、斬られそうになったが蘇定方の部下が取り成し罪を許された。
唐軍は白江を越え、ぬかるみがひどく手間取ったが、柳の筵を敷いて上陸し、熊津口の防衛線を破り王都に迫った。義慈王は佐平の成忠らの進言を聞かなかったことを後悔した。
7月12日、唐軍は王都を包囲。百済王族の投降希望者が多数でたが、唐側はこれを拒否。7月13日、義慈王は熊津城に逃亡、太子隆が降伏した。7月18日に義慈王が降伏し、百済は滅亡した。
660年（斉明天皇6年）8月、百済滅亡後、唐は百済の旧領を羈縻支配の下に置いた。唐は劉仁願将軍に王都泗沘城を守備させ、王文度（おう ぶんたく）を熊津都督として派遣した（熊津都督府）。唐はまた戦勝記念碑である「大唐平百済国碑銘（だいとうへいくだらこくひめい）」を建て、そこでも戦前の百済の退廃について「外には直臣を棄て、内には妖婦を信じ、刑罰の及ぶところただ忠良にあり」と彫られた。大唐平百済国碑銘は、現在も扶餘郡の定林寺の五重石塔に残っている。

### 百済復興運動
唐の目的は高句麗征伐であり、百済討伐はその障害要因を除去するためのものだった。唐軍の主力が高句麗に向かうと、百済遺民鬼室福信・黒歯常之らによる百済復興運動が起きた。8月2日には百済残党が小規模な反撃を開始し、8月26日には新羅軍から任存（にんぞん、現在の忠南礼山郡大興面）を防衛した。9月3日に劉仁願将軍が泗沘城に駐屯するが、百済残党が侵入を繰り返した。百済残党は撃退されるが、泗沘の南の山に4、5個の柵を作って駐屯し、侵入を繰り返した。こうした百済遺民に呼応して、20余城が百済復興運動に応じた。熊津都督王文度も着任後に急死している。
唐軍本隊は高句麗に向かっていたため救援できず、新羅軍が百済残党の掃討を行った。10月9日にニレ城を攻撃し18日には攻略すると、百済の20余城は降伏した。10月30日には泗沘の南の山の百済駐屯軍を殲滅し、1500人を斬首した。
しかし、百済遺臣の西武恩卒鬼室福信・黒歯常之・僧道琛らの任存城や、達率余自信の周留城などが抵抗拠点であった。

### 倭国による百済救援
百済滅亡の後、百済の遺臣は鬼室福信・黒歯常之らを中心として百済復興の兵を挙げ、倭国に滞在していた百済王の太子豊璋を擁立しようと、倭国に救援を要請した。
中大兄皇子はこれを承諾し、百済難民を受け入れるとともに唐・新羅との対立を深めた。
661年、斉明天皇は自ら九州へ出兵するも那の津にて急死した（暗殺説あり）。斉明天皇崩御にあたっても皇子は即位せずに称制し、造船の責任者の朴市秦造田来津を司令官に任命して全面的に支援した。この後、倭国軍は三派に分かれて朝鮮半島南部に上陸した。
だがこの時点で、百済陣営は全く統率が取れていなかった。豊璋は戦乱への自覚が足らず、黒歯常之ら将は当初から豊璋を侮る状態であった。道琛は鬼室福信によって殺害され、鬼室福信は豊璋によって殺害された。

## 軍事力

### 唐・新羅連合軍
総兵力は不明であるが、森公章は総数不明として、660年の百済討伐の時の唐軍13万、新羅5万の兵力と相当するものだったと推定している。また唐軍は百済の役の際よりも増強したともされる。当時の唐は四方で諸民族を征服しており、その勢力圏は広かった。この時参加した唐の水軍も、その中には靺鞨の兵士が多くいたという。
水軍
170余隻の水軍。指揮官は劉仁軌、杜爽、元百済太子の扶余隆。
陸軍
不明。陸軍指揮官は孫仁師、劉仁願、新羅王の金法敏（文武王）。

### 倭国軍
- 第一派：指揮官は安曇比羅夫、狭井檳榔、朴市秦造田来津。
- 第二派：軍主力。指揮官は上毛野君稚子、巨勢神前臣譯語、阿倍比羅夫（阿倍引田比羅夫）。
- 第三派：指揮官は廬原君臣（いおはらのきみおみ）（廬原国造の子孫。現静岡県静岡市清水区を本拠とした[24]。

## 戦いの経過
661年5月、第一派倭国軍が出発。指揮官は安曇比羅夫、狭井檳榔、朴市秦造田来津。豊璋王を護送する先遣隊で、船舶170余隻だった。
662年3月、主力部隊である第二派倭国軍が出発。指揮官は上毛野君稚子、巨勢神前臣譯語、阿倍比羅夫（阿倍引田比羅夫）。
663年（天智2年）、豊璋王は福信と対立しこれを斬る事件を起こしたものの、倭国の援軍を得た百済復興軍は、百済南部に侵入した新羅軍を駆逐することに成功した。
百済の再起に対して唐は増援の劉仁軌率いる水軍を派遣した。唐・新羅軍は、水陸併進して、倭国・百済連合軍を一挙に撃滅することに決めた。陸上部隊は、唐の将、孫仁師、劉仁願及び新羅王の金法敏（文武王）が指揮した。劉仁軌、杜爽及び元百済太子の扶余隆が率いる170余隻の水軍は、熊津江に沿って下り、陸上部隊と会合して倭国軍を挟撃した。
一方の大和朝廷側は強力な権限を持った統一指揮官が不在であり、作戦も杜撰であった。唐と比較して対外戦争経験も乏しく、加えて全体兵力も劣っていた。前述されたように、百済側の人員も意思統一が全くされておらず、この時点で内紛を起こしているような状態であった。

### 海上戦
倭国・百済連合軍は、福信殺害事件の影響により白村江への到着が10日遅れたため、唐・新羅軍のいる白村江河口に対して突撃し、海戦を行った。倭国軍は三軍編成をとり4度攻撃したと伝えられるが、多数の船を持っていたにもかかわらず、火計、干潮の時間差などにより、663年8月28日、唐・新羅水軍に大敗した。
この際、倭国・百済連合軍がとった作戦は「我等先を争はば、敵自づから退くべし」という極めて杜撰なものであった（『日本書紀』）。

### 陸上戦
同時に陸上でも、唐・新羅の軍は倭国・百済の軍を破り、百済復興勢力は崩壊した。
白村江に集結した1,000隻（『三国史記』新羅本紀第七による）の倭船のうち400隻余りが炎上した。九州の豪族である筑紫君薩夜麻や土師富杼、氷老、大伴部博麻が唐軍に捕らえられて、8年間も捕虜として唐に抑留されたのちに帰国を許された、との記録がある。
白村江で大敗した倭国水軍は、各地で転戦中の倭国軍および亡命を望む百済遺民を船に乗せ、唐・新羅水軍に追われる中、やっとのことで帰国した。
援軍が近付くと、豊璋は城兵らを見捨てて拠点であった周留城から脱出し、8月13日に大和朝廷軍に合流した。しかし敗色が濃くなるとここも脱出し、数人の従者と共に高句麗に亡命した。

## 戦後の朝鮮半島と倭国
白村江の戦いは、中原の再統一により東ユーラシア全域に勢力が跨る世界帝国である唐が現出し、それに伴って北東アジアの勢力図が大きく塗り変えられる過程を決定的にした戦役と言える。以下、朝鮮半島および倭国における戦後の状況について解説する。

### 朝鮮半島

#### 高句麗の滅亡
白村江の戦いと並行し、朝鮮半島北部では唐が666年から高句麗へ侵攻（唐の高句麗出兵）しており、3度の攻勢によって668年に滅ぼし安東都護府を置いた。白村江の戦いで国を失った百済の豊璋王は、高句麗へ亡命していたが、捕らえられ幽閉された。高句麗の滅亡により、東アジアで唐に敵対するのは倭国のみとなった。

#### 渤海の建国
698年、靺鞨の粟末部は高句麗遺民などと共に満州南部で渤海国を建国した。建国当初は唐と対立していたものの、後に唐から冊封を受け臣従するに至った。また日本は新羅との関係が悪化する中で、渤海からの朝貢を受ける形で遣渤海使をおこなうなど、渤海とは新潟や北陸などの日本海側沿岸での交流を深めていった。

#### 新羅による半島統一
戦後、唐は百済・高句麗の故地に羈縻州を置き、新羅にも羈縻州を設置する方針を示した。新羅は旧高句麗の遺臣らを使って、669年に唐に対して蜂起させた。670年、唐が西域で吐蕃と戦っている隙に、新羅は友好国である唐の熊津都督府を襲撃し、唐の官吏と兵士を多数捕虜にした。他方で唐へ使節を送って降伏を願い出るなど、硬軟両用で唐と対峙した。何度かの戦いの後、新羅は再び唐の冊封を受け、唐は現在の清川江以南の領土を新羅に管理させるという形式をとって両者の和睦が成立した。唐軍は675年に撤収し、新羅によって半島統一（現在の朝鮮半島の大部分）がなされた。

### 倭国

#### 戦後交渉および唐との友好関係の樹立
665年に唐の朝散大夫沂州司馬上柱国の劉徳高が戦後処理の使節として来日し、3ヶ月後に劉徳高は帰国した。この唐使を送るため、倭国側は守大石らの送唐客使（実質遣唐使）を派遣した。
667年には、唐の百済鎮将劉仁願が、熊津都督府（唐が百済を占領後に置いた5都督府の1つ）の役人に命じて、日本側の捕虜を筑紫都督府に送ってきた。
天智天皇は唐との関係の正常化を図り、669年に河内鯨らを正式な遣唐使として派遣した。670年頃には唐が倭国を討伐するとの風聞が広まっていたため、遣唐使の目的の一つには風聞を確かめる為に唐の国内情勢を探ろうとする意図があったと考えられている。後述するように天武期・持統期に一時的に中断したものの、遣唐使は長らく継続され唐からの使者も訪れ、その後の日本の外交は唐との友好関係を基調とした。

#### 捕虜の帰還
『日本書紀』によれば、白村江の戦いの後の671年11月に、「唐国の使人郭務悰等六百人、送使沙宅孫登等千四百人、総合べて二千人が船四十七隻に乗りて倶に比知嶋（比珍島）に泊りて相謂りて曰わく、「今吾輩が人船、数衆し。忽然に彼に到らば、恐るらくは彼の防人驚きとよみて射戦はむといふ。乃ち道久等を遣して、預めやうやくに来朝る意を披き陳さしむ」」とあり、合計2千人の唐兵や百済人が上陸した。この中には、沙門道久（ほうしどうく）・筑紫君薩野馬（つくしのきみさちやま）・韓嶋勝裟婆（からしまのすぐりさば）・布師首磐（ぬのしのおびといわ）の4人が含まれており、捕虜返還を前提とした上での唐への軍事協力が目的であったとされる。
684年（天武13年）、猪使連子首（いつかいのむらじこびと）・筑紫三宅連得許（つくしのみやけのむらじとくこ）が、遣唐留学生であった土師宿禰甥（はじのすくねおい）・白猪史宝然（しらいのふびとほね）らとともに、新羅経由で帰国したのが、記録に現れる最初の白村江の戦いにおける捕虜帰還である。
690年（持統4年）、持統天皇は、筑後国上陽咩郡（上妻郡）の住人大伴部博麻に対して「百済救援の役であなたは唐の抑留捕虜とされた。その後、土師連富杼（はじのむらじほど）、氷連老（ひのむらじおゆ）、筑紫君薩夜麻（つくしのきみさちやま）、弓削連元実児（ゆげのむらじもとさねこ）の四人が、唐で日本襲撃計画を聞き、朝廷に奏上したいが帰れないことを憂えた。その時あなたは、富杼らに『私を奴隷に売りその金で帰朝し奏上してほしい』と言った。そのため、筑紫君薩夜麻や富杼らは日本へ帰り奏上できたが、あなたはひとり30年近くも唐に留まった後にやっと帰ることが出来た。わたしは、あなたが朝廷を尊び国へ忠誠を示したことを喜ぶ」と詔して表彰し、大伴部博麻の一族に土地などの褒美を与えた。幕末の尊王攘夷思想が勃興する中、文久年間、この大伴部博麻を顕彰する碑が地元（福岡県八女市）に建てられ、現存している。
707年、讃岐国の錦部刀良（にしこりのとら）、陸奥国の生王五百足（みぶのいおたり）、筑後国の許勢部形見（こせべのかたみ）らも帰還した。このほかにも、696年に報賞を受けた物部薬（もののべのくすり）、壬生諸石（みぶのもろし）の例が知られている。

#### 防衛体制の整備
白村江における倭国軍の実態は国造軍による連合軍であったが、過去にも何度も朝鮮半島への出兵も経験していることから、必ずしも動員や兵站の面で過小評価は出来ないが、指揮系統の未確立・慣れない組織戦などで唐・新羅連合軍に圧倒された。倉本一宏は仮説としながらも「とんでもない可能性」として、天智天皇は旧態依然の豪族の排除と軍制の解体を目論んで、勝てないのを承知の上で開戦に踏み切ったとする可能性もあるとする。
白村江での敗戦を受け、唐・新羅による日本侵攻を怖れた天智天皇は防衛網の再構築および強化に着手した。百済帰化人の協力の下、対馬や北部九州の大宰府の水城（みずき）や瀬戸内海沿いの西日本各地（長門、屋嶋城、岡山など）に朝鮮式古代山城の防衛砦を築き、北部九州沿岸には防人（さきもり）を配備した。さらに、667年に天智天皇は都を難波から内陸の近江京(大津宮)へ移し、ここに防衛体制は完成した。

#### 中央集権体制への移行と国号の変更
671年に天智天皇が急死すると、その後、天智天皇の息子の大友皇子（弘文天皇）と弟の大海人皇子が皇位をめぐって対立し、翌672年に古代最大の内戦である壬申の乱が起こる。これに勝利した大海人皇子は、天武天皇（生年不詳〜686年）として即位した。
皇位に就いた天武天皇は専制的な統治体制を備えた新たな国家の建設に努めた。遣唐使は一切行わず、新羅からは新羅使が来朝するようになった。また倭国から新羅への遣新羅使も頻繁に派遣されており、その数は天武治世だけで14回に上る。これは強力な武力を持つ唐に対して、共同で対抗しようとする動きの一環だったと考えられている。しかし、天武天皇没（686年）後は両国の関係が次第に悪化した。
天武天皇の死後もその専制的統治路線は持統天皇によって継承され、701年の大宝律令制定により倭国から日本へと国号を変え、大陸に倣った中央集権国家の建設はひとまず完了した。「日本」の枠組みがほぼ完成した702年以後は、文武天皇によって遣唐使が再開され、粟田真人を派遣して唐との国交を回復している。

#### 百済遺民の四散
天智10年（670年）正月には、佐平（百済の1等官）鬼室福信の功により、その縁者である鬼室集斯は小錦下の位を授けられた（近江国蒲生郡に送られる）。
百済王の一族、豊璋王の弟の善光（または禅広）は、朝廷から百済王（くだらのこにきし）という姓氏が与えられ、朝廷に仕えることとなった。その後、陸奥において金鉱を発見し、奈良大仏の建立に貢献した功により、百済王敬福が従三位を授けられている。
史料によれば、朝鮮半島に残った百済人は新羅及び渤海や靺鞨へ四散し、百済の氏族は消滅したとされる。